# Equipo de Copa Hopman de Reino Unido
Reino Unido es una nación que ha competido en ocho torneos de la Copa Hopman y apareció en la primera edición en 1989. El mejor resultado de Reino Unido fue terminar subcampeón detrás de España en la Copa Hopman 2010. Su jugador más exitoso es Andy Murray, quien fue uno de los finalistas de ese año.

## Jugadores

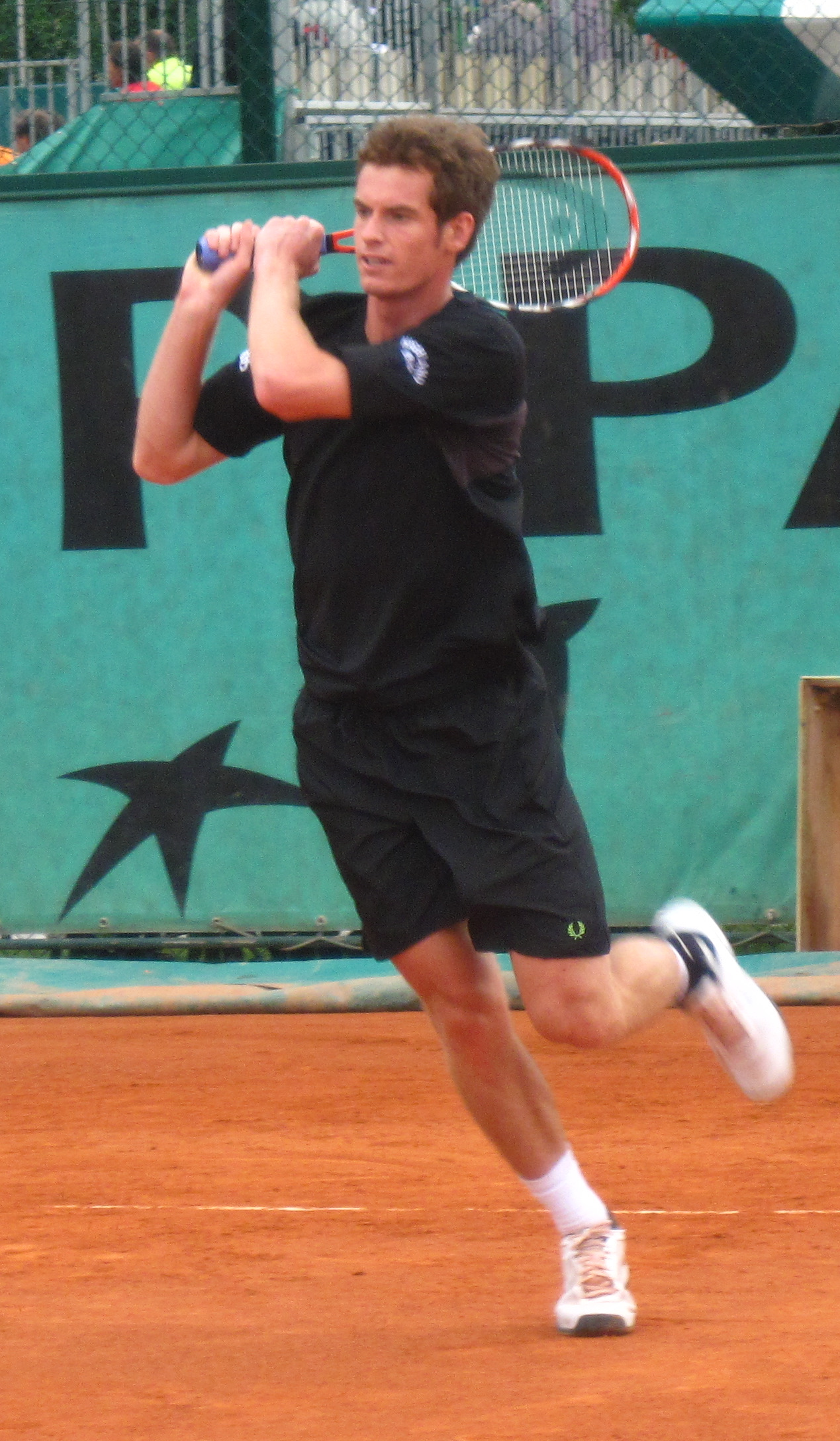
Andy Murray es el jugador británico más exitoso en la Copa Hopman

Esta es una lista de jugadores que han jugado para Gran Bretaña en la Copa Hopman.
| Name            | Total V-D | Individuales V-D | Dobles V-D | Primer año jugado | No. de años jugados |
| --------------- | --------- | ---------------- | ---------- | ----------------- | ------------------- |
| Jeremy Bates    | 1–5       | 0–3              | 1–2        | 1989              | 3                   |
| Katie Boulter   | 2−4       | 0−3              | 2−1        | 2019              | 1                   |
| Jo Durie        | 1–1       | 0–1              | 1–0        | 1992              | 1                   |
| Daniel Evans    | 0–6       | 0–3              | 0–3        | 2017              | 1                   |
| Sarah Loosemore | 1–3       | 1–1              | 0–2        | 1989              | 2                   |
| Andy Murray     | 18–8      | 11–2             | 7–6        | 2010              | 4                   |
| Cameron Norrie  | 4−2       | 2−1              | 2−1        | 2019              | 1                   |
| Laura Robson    | 4–10      | 1–6              | 3–4        | 2010              | 2                   |
| Heather Watson  | 8–10      | 4–5              | 4–5        | 2015              | 3                   |

## Resultados
| Año  | Ronda       | Lugar                | Oponente                            | Marcador | Resultado |
| ---- | ----------- | -------------------- | ----------------------------------- | -------- | --------- |
| 1989 | Ronda Uno   | Burswood Dome, Perth | Australia                           | 0–3      | Perdió    |
| 1991 | Ronda Uno   | Burswood Dome, Perth | Australia                           | 1–2      | Perdió    |
| 1992 | Ronda Uno   | Burswood Dome, Perth | Comunidad de Estados Independientes | 1–2      | Perdió    |
| 2010 | Ronda Robin | Burswood Dome, Perth | Kazajistán                          | 2–1      | Ganó      |
| 2010 | Ronda Robin | Burswood Dome, Perth | Alemania                            | 2–1      | Ganó      |
| 2010 | Ronda Robin | Burswood Dome, Perth | Rusia                               | 2–1      | Ganó      |
| 2010 | Final       | Burswood Dome, Perth | España                              | 1–2      | Perdió    |
| 2011 | Ronda Robin | Burswood Dome, Perth | Italia                              | 1–2      | Perdió    |
| 2011 | Ronda Robin | Burswood Dome, Perth | Francia                             | 1–2      | Perdió    |
| 2011 | Ronda Robin | Burswood Dome, Perth | Estados Unidos                      | 1–2      | Perdió    |
| 2015 | Ronda Robin | Perth Arena, Perth   | Francia                             | 2–1      | Ganó      |
| 2015 | Ronda Robin | Perth Arena, Perth   | Polonia                             | 1–2      | Perdió    |
| 2015 | Ronda Robin | Perth Arena, Perth   | Australia                           | 3–0      | Ganó      |
| 2016 | Ronda Robin | Perth Arena, Perth   | Francia                             | 2–1      | Ganó      |
| 2016 | Ronda Robin | Perth Arena, Perth   | Australia                           | 1–2      | Perdió    |
| 2016 | Ronda Robin | Perth Arena, Perth   | Alemania                            | 3–0      | Ganó      |
| 2017 | Ronda Robin | Perth Arena, Perth   | Suiza                               | 0–3      | Perdió    |
| 2017 | Ronda Robin | Perth Arena, Perth   | Francia                             | 0–3      | Perdió    |
| 2017 | Ronda Robin | Perth Arena, Perth   | Alemania                            | 1–2      | Perdió    |
| 2019 | Ronda Robin | Perth Arena, Perth   | Grecia                              | 2–1      | Ganó      |
| 2019 | Ronda Robin | Perth Arena, Perth   | Suiza                               | 0–3      | Perdió    |
| 2019 | Ronda Robin | Perth Arena, Perth   | Estados Unidos                      | 2–1      | Ganó      |

- Datos: Q5598861